# Валдемар III (Анхалт)
Валдемар III (на немски: Waldemar III von Anhalt-Zerbst, † 1391) от род Аскани е княз на Анхалт-Цербст от 1382 до 1391 г.
Той е третият син на княз Йохан II (1341–1382) и Елизабет фон Хенеберг († 1420), дъщеря на граф Йохан I от Хенеберг-Шлойзинген.
След смъртта на баща му през 1382 г. той управлява княжеството заедно с братята си Зигисмунд I и Албрехт IV.
Валдемар III не се жени и умира през 1391 г. След смъртта на Валдемар III двамата му братя Зигисмунд I и Албрехт IV разделят княжеството Анхалт-Цербст през 1396 г. на Анхалт-Кьотен и Анхалт-Десау.